# 甄成德
甄成德（1501年—？），字行叔，山西太原府平定州守禦千戶所軍籍，嵐縣人，明朝政治人物。

## 生平
嘉靖十三年（1534年）甲午科山西鄉試第三十八名舉人。嘉靖十七年（1538年）中式戊戌科會試第二百五十一名，登第三甲第一百三十八名進士。授中書舍人，二十二年十二月擢南京戶科給事中，劾奏南京刑部尚书顾璘不称职，诏令顧璘回藉听勘。二十九年二月上言江防四事，改北兵科，多有建言。三十三年六月升吏科右，七月改户科左，三十四年三月升陝西副使。嘉靖三十四年腊月十二（1556年1月23日）嘉靖大地震後乞歸。

## 家族
曾祖甄海；祖父甄福祥；父甄鏞，母郭氏。具慶下。
長子甄敬，進士。